# Ròtula (mecànica)

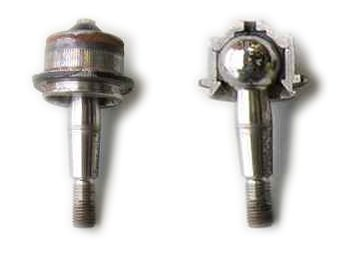
Ròtula típica mostrant el seu interior

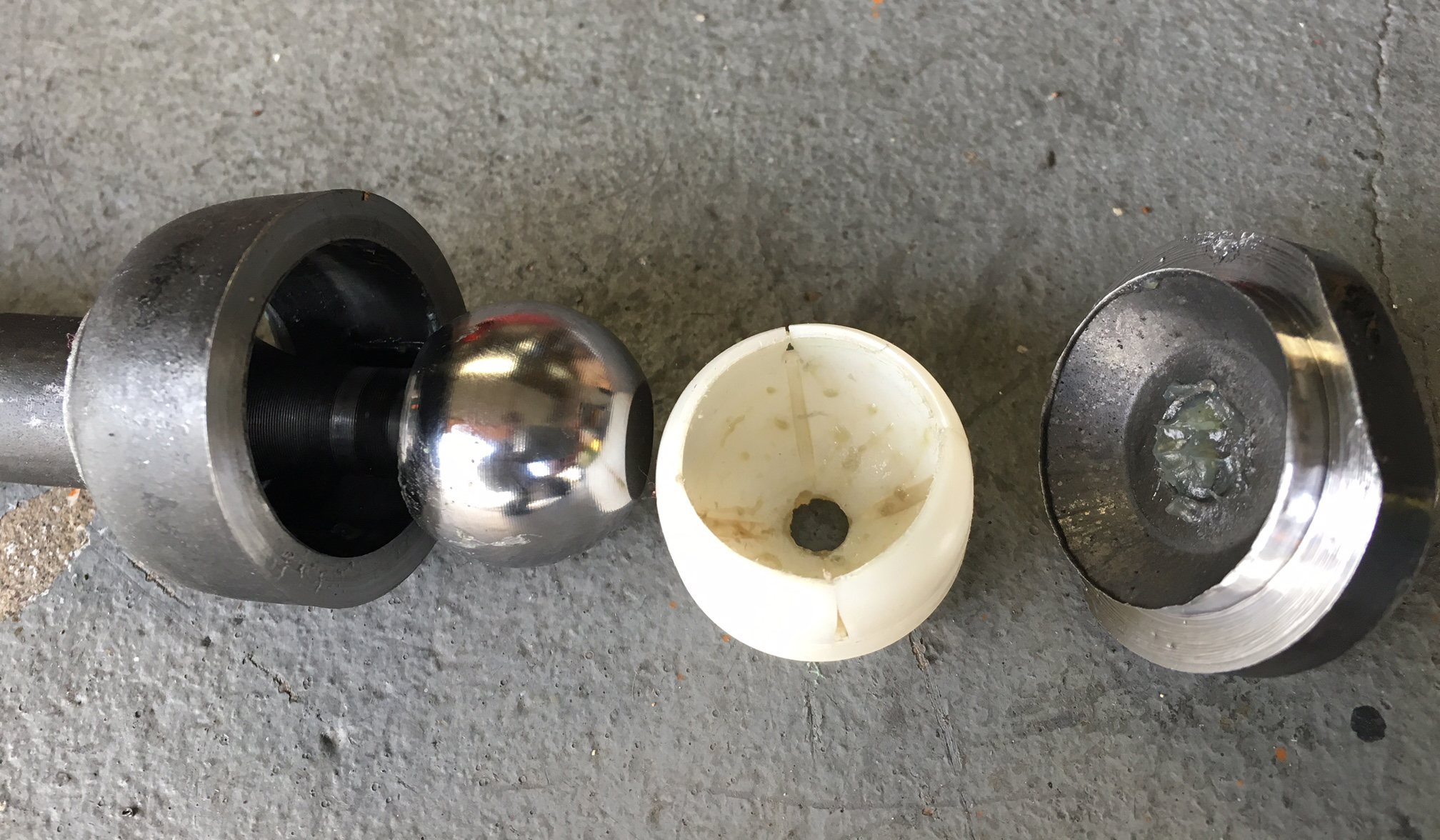
Ròtula de final d'eix oberta mostrant l'articulació de la bola.

Una ròtula mecànica o ròtula esfèrica, és una articulació o junta formada per un rodament esfèric que funciona d'una manera similar al disseny de l'epífisi esfèrica de l'articulació del maluc humà i que, entre altres usos, s'empra, en pràcticament tots els automòbils fabricats avui dia, per a connectar els braços de la barra de direcció a les maneguetes que aguanten les rodes. Una ròtula té tres graus de llibertat, encara que l'amplitud del moviment en dos d'ells estigui limitada.
Les ròtules tenen moltes altres aplicacions en automòbils, en general, quan l'alineació de les peces no és estable, i sempre que s'hagi de connectar dues peces que tenen més d'un grau de moviment, p.e. a part de la direcció: en la suspensió, la palanca de canvi de marxes, el pedal de l'accelerador, etc. En maquinària, també se'n poden trobar gran quantitat d'aplicacions d'ús genèric.

## Teoria

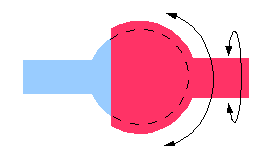
Esquema d'una ròtula mecànica amb tres graus de llibertat: rotació en el pla del dibuix, rotació en el pla perpendicular al dibuix i rotació al voltant de l'eix.

En essència consta de dues parts: una peça acabada en una bola (en blau en el dibuix) que està unida a una peça acabada en una cavitat o casquet (porpra en el dibuix) de manera que permet un relatiu moviment d'ambdues fins a un cert angle en tots els plans que passen per una línia. S'utilitza per permetre la rotació lliure en dos plans al mateix temps, mentre impedeix el moviment en una altra direcció, mentre permet la rotació en aquests plans. La combinació de dues articulacions amb els braços de control permet el moviment en tres plans, permetent la direcció frontal d'un automòbil i una suspensió de molles i amortidors per fer més còmoda la marxa.
La introducció de les ròtules connectant el triangles superior e inferior amb la manegueta de suspensió, va permetre l'articulació en 3 eixos i, per tant, es van eliminar totes les restriccions anteriors, ja que els eixos d'aquests triangles de suspensió poden ser perfectament paral·lels, de manera que la suspensió es pot ajustar lliurement, normalment mitjançant un ajust asimètric de la posició dels pivots interns dels braços dels triangles.
Abans el disseny de la suspensió estava severament limitat, i era necessari tenir algun mecanisme que permetés absorbir millor l'impacte en els sotracs. Tenint en compte que la suspensió amb ròtula esfèrica afegeix un millor control de la geometria de la suspensió, va permetre proporcionar un millor contacte del pneumàtic amb la carretera, amb un recorregut més suau, que a part, també ajuda a augmentar la vida útil dels pneumàtics.

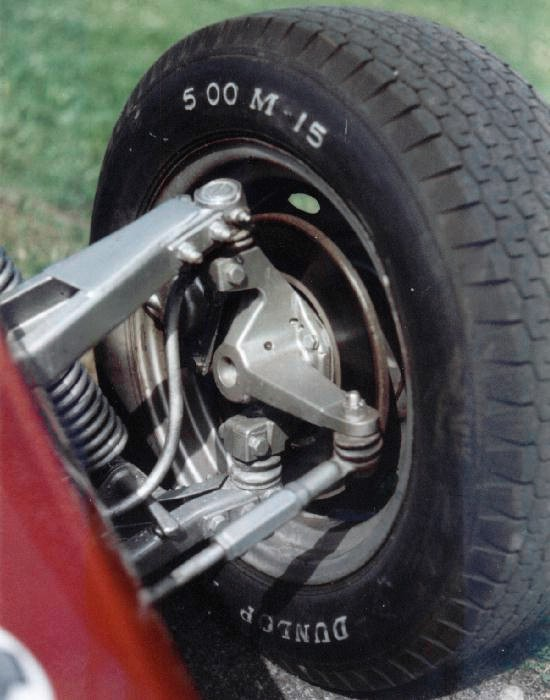
Vista de una suspensió anterior, a on s'aprecien les ròtules superior e inferior de la manegueta, que permeten els moviments amunt i avall de la suspensió i el gir de la direcció. A més s'observa la ròtula que uneix la manovella i la barra de direcció

## Construcció
Les primeres ròtules eren molt senzilles, perquè dins d'un tub, que té un extrem quasi sempre roscat, hi ha dues peces còniques que mantenen un altre peça esfèrica amb una cua, moltes vegades amb rosca, que va subjectada a una palanca per a transmetre la força. Aquestes peces còniques romanen en contacte amb l'esfera, mitjançant d'un sistema semi-elàstic (molles o discs de pressió), i segellat per un tap roscat amb un sistema de retinguda (passador partit o filferro de fre).
Amb l'avenç de la metal·lúrgia, el sistema de fabricació s'ha millorat molt, i es presenten amb fórmules més compactes com una càpsula, i no desmuntables. En cas d'avaria o de desgast cal canviar tot el mecanisme.

## Tipus

Descripció de una ròtula axial
A Cos exterior
B Esfera de la ròtula
C Forat de subjecció
D Rosca de subjecció

Les diferents aplicacions fan que hi hagi molts tipus de ròtules, que es poden agrupar pel tipus d'esforç a què estan sotmeses en dues famílies:
Esforços lineals: ròtules que s'interposen en aparells que «espitgen», i actuen en la mateixa direcció de la subjecció de l'esfera. Molt utilitzades en caps de vastegs de cilindres per assegurar l'alineació del mecanisme sobre el que actuen.
Esforços axials: ròtules que actuen d'acció transversal a la bola de subjecció, que és el cas més habitual per a articular una palanca, com per exemple transmetre un moviment lineal a un altre giratori o a la inversa.

## Galeria

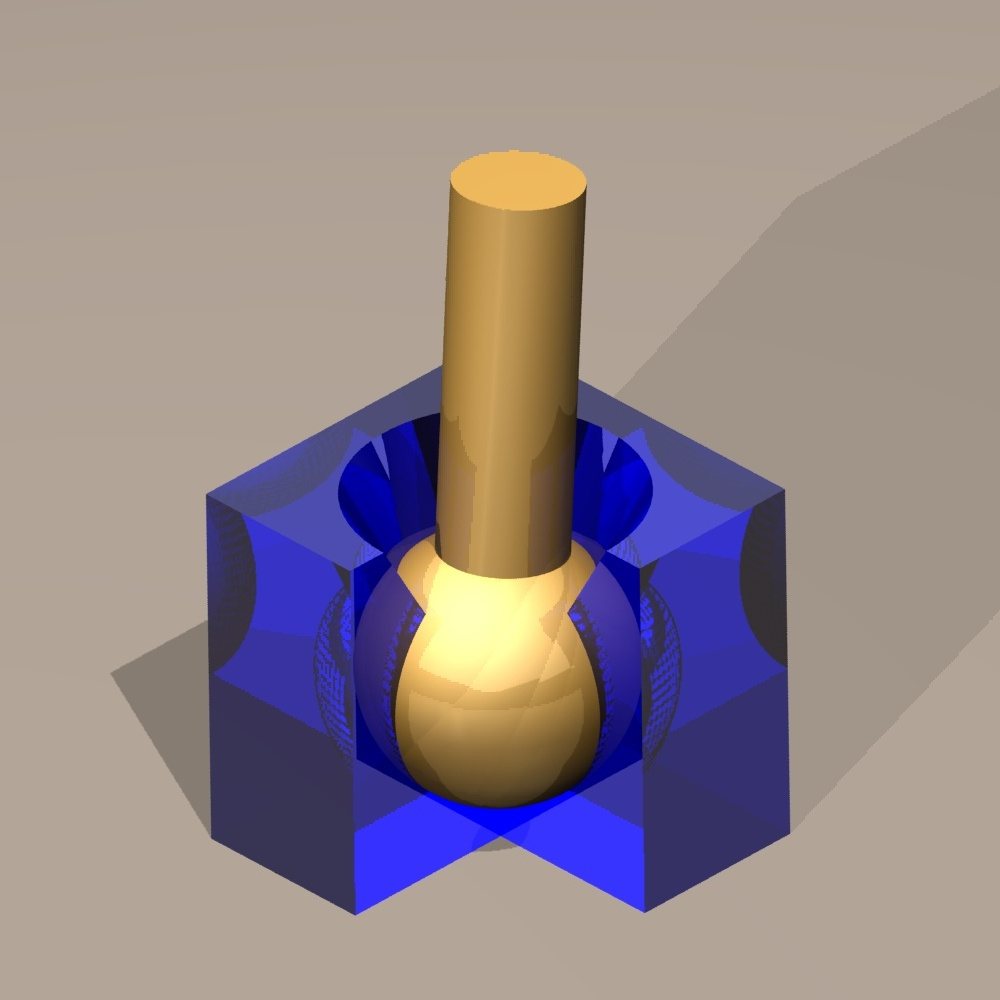
Visualització d'una ròtula
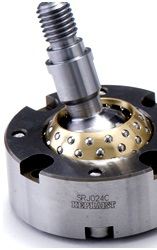
Ròtula esfèrica SRJ024C-P
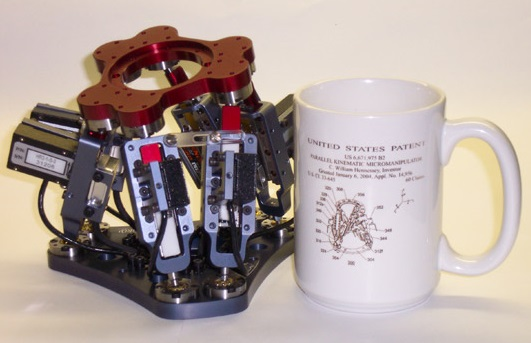
Micro hexapod (amb 12 ròtules)